# Motzkintal
Ett Motzkintal anger antalet olika sätt att i en cirkel med n punkter placera 0 till n/2 kordor som inte vidrör varandra. Motzkintalen är uppkallade efter Theodore Motzkin och har olika användningsområden inom geometri, kombinatorik och talteori. 
Motzkintal {\displaystyle M_{n}} för {\displaystyle n=0,1,\dots } bildar talföljden:
1, 1, 2, 4, 9, 21, 51, 127, 323, 835, 2188, ... (talföljd A001006 i OEIS)

## Exempel
Figuren visar de 9 sätten att rita icke-korsande kordor mellan 4 punkter i en cirkel.
Figuren visar de 21 sätten att rita icke-korsande kordor mellan 5 punkter i en cirkel.

## Egenskaper
Motzkintal uppfyller den rekursiva funktionen:
{\displaystyle M_{n+1}=M_{n}+\sum _{i=0}^{n-1}M_{i}M_{n-1-i}={\frac {2n+3}{n+3}}M_{n}+{\frac {3n}{n+3}}M_{n-1}.}
Motzkintal kan uttryckas som binomialkoefficienter och Catalantal:
{\displaystyle M_{n}=\sum _{k=0}^{\lfloor n/2\rfloor }{\binom {n}{2k}}C_{k}.}
Ett Motzkinprimtal är ett Motzkintal som även är primtal. Fyra sådana primtal är kända:
2, 127, 15511, 953467954114363 (talföljd A092832 i OEIS)